# Syvklodsspillet
Syvklodsspillet er et spil i familie med tangram, det har oprindelse i Kina. Omkring år 1900 dukkede det op i Danmark  og bestod af syv klodser i en papæske. For de fleste bød spillet ikke  på andet at hælde klodserne ud og lægge dem på plads igen. Men Hans Koch  så klodsernes endeløse kombinationsmuligheder og lavede til sin nyfødte  søn, Peter født i 1905, en bog om mulighederne i syvklodsspillet i ét  eksemplar med sammensatte figurer af mennesker og dyr.
Syvklodsspillet fra 1918
I  1918 sendte Hans Koch spillet i handelen som "Syvklodsspillet.  Sammenlægningsspil for Børn. 148 forskellige Figurer, alle sammenlagt,  af de til Spillet hørende 7 Brikker".
Syvklodsspillet elementer blev i øvrigt af arkitekt Fredrik Appel anvendt til udsmykning af blændingsfelter på Taastrup Borgerskole i årene 1924-1929.
Mellem 1927 og 1940 N.C. Roms forlag en udgave af spillet.
I 1959 udsendte Hasle Klinker- og Chamottestensfabrik syvklodsspillet som en reklamegave med brændte lerklodser.
På Hvidovre Hospital er i 1976 Syvklodsspillet brugt som dekoration på vægge for at lette orienteringen på hospitalet.